# One Minute
«One Minute» (с англ. — «Одна минута») — второй сингл американской певицы Келли Кларксон с её третьего студийного альбома My December, изданный только в Австралии (в США вторым синглом стала песня Sober, а в Европе — Don't Waste Your Time). Авторами песни стали Келли Кларксон, Кара ДиоГуарди, Шанталь Кревьязук и Рэйн Мэйда.

## Издание сингла
«One Minute» получила широкую ротацию в эфире радиостанций Австралии ещё в августе 2007 года. 3 сентября 2007 года представители лейбла Sony BMG Australia подтвердили, что «One Minute» станет вторым синглом с альбома My December в Австралии и выйдет в продажу 22 сентября. «One Minute» стала песней, открывающей концерты в рамках начавшегося в октябре 2007 года тура Келли Кларксон в поддержку альбома My December Tour.

## Список композиций и формат
CD сингл
издан 22 сентября, 2007
| Формат       | #  | Список композиций               | Продолжительность | Информация |
| ------------ | -- | ------------------------------- | ----------------- | --- |
| «One Minute» | 1. | «One Minute»                    | 3:04              | - Продюсирование и сведение: David Kahne - Сопродюсеры: Jason Halbert & Jimmy Messer - Авторы песен: Kelly Clarkson, Chantal Kreviazuk, Кара ДиоГуарди, & Raine Maida |
| «One Minute» | 2. | «Never Again» (Sessions at AOL) | 3:40              | - Продюсирование и сведение: David Kahne - Сопродюсеры: Jason Halbert & Jimmy Messer - Авторы песен: Kelly Clarkson, Chantal Kreviazuk, Кара ДиоГуарди, & Raine Maida |

## Хронология релиза
| Страна         | Дата              | Лейбл             | Формат | Каталог      |
| -------------- | ----------------- | ----------------- | ------ | ------------ |
| Австралия      | сентябрь 22, 2007 | SonyBMG Australia | CD     | 88697-170332 |
| Великобритания | октябрь 22, 2007  |                   | Импорт |              |

## Позиции в чартах
| Чарт (2007) | Лучший результат |
| ----------- | ---------------- |
| ARIA Charts | 36               |